# Great White Heron National Wildlife Refuge

Der Große Weiße Reiher

Der Great White Heron National Wildlife Refuge wurde 1938 als Zufluchtsort für große weiße Reiher, Zugvögel und andere Wildtiere gegründet. Das Schutzgebiet befindet sich in den Lower Florida Keys und besteht aus 25 km² Land und 502 km² Wasserfläche. Es erstreckt sich nördlich der Keys von Marathon bis Key West und wird im Volksmund Backcounty genannt.
Die Inseln sind größtenteils Mangroveninseln, aber einige der größeren bestehen aus Landmasse und sind mit Kiefern und tropischem Hartholz bewaldet. Diese riesige Wildnis beherbergt Nist-, Fütterungs- und Rastplätze für mehr als 250 Vogelarten.
Große weiße Reiher sind eine Unterart der Großen blauen Reiher und nur in den Florida Keys zu finden. Das Schutzgebiet wurde geschaffen, um die Großen weißen Reiher vor dem Aussterben zu bewahren. Ihre Federn waren beliebt, um Federhüte zu zieren. Heute sieht man diese schneeweißen Vögel auf hunderten kleiner Inseln in der Morgen- und Abenddämmerung bei der Futtersuche.
Mit der Suppenschildkröte, der Unechten Karettschildkröte und der Echten Karettschildkröte sind drei Arten der Meeresschildkröten im Backcounty heimisch.

## Zugang zum Schutzgebiet
Das Schutzgebiet ist nur per Boot zu erreichen. Das Besucherzentrum befindet sich  ¼-Meile nördlich von der Ampel auf Key Deer Boulevard in der Big Pine Key Shopping Plaza.